# Gare de Sissach
La gare de Sissach (en allemand Bahnhof Sissach) est la gare de Sissach, en Suisse.